# Lamiñak II
La grotte de Lamiñak II est un site archéologique situé dans la commune biscaienne de Berriatua dans la communauté du Pays basque en Espagne,.

## Site archéologique
Un calendrier basque basé sur une saison de 60 jours a été découvert sur une tablette osseuse trouvée sur le site de Lamiñak II, datant d'il y a entre 15 000 et 8 000 ans, ainsi qu'un pendentif réalisé dans un fragment d'omoplate de cheval (Equus Caballus).
 .

## Galerie

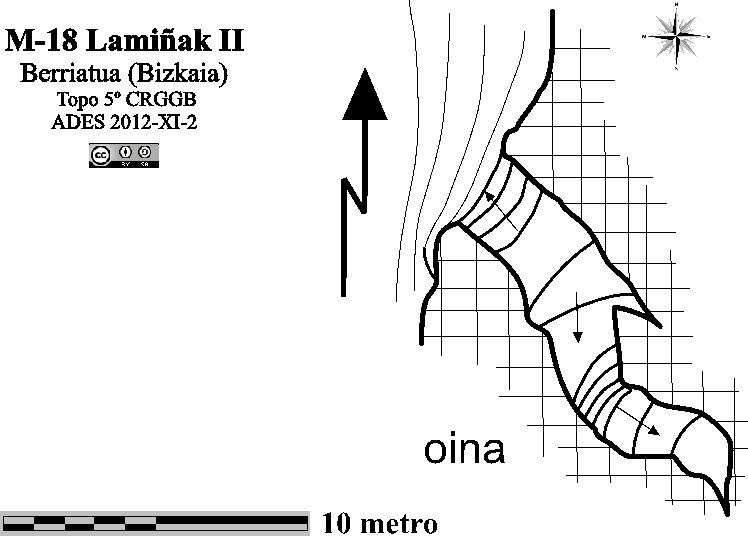
Topographie de la grotte de Lamiñak II selon l'Association Spéléologique ADES.
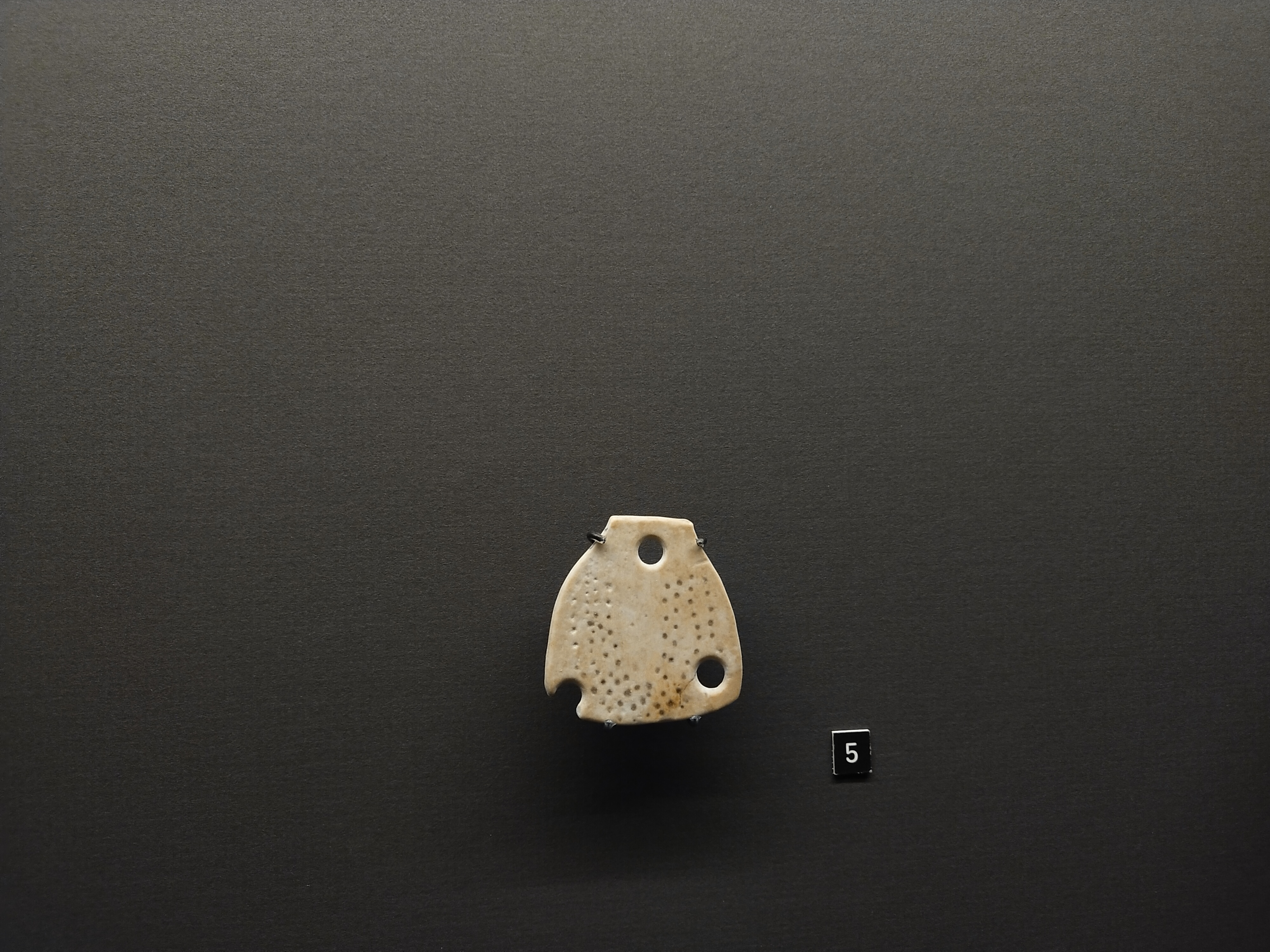
Pendentif en os de Lamiñak II.